# Tūtak Bon
Tūtak Bon eller Tūtkābon (persiska: توتکابن ,توتک‌بن, Tūtak Bon, Tūtkābon) är en ort i Iran.   Den ligger i provinsen Gilan, i den nordvästra delen av landet, 210 km nordväst om huvudstaden Teheran. Tūtak Bon ligger 160 meter över havet och antalet invånare är 1 641.
Terrängen runt Tūtak Bon är kuperad åt sydost, men åt nordväst är den bergig. Tūtak Bon ligger nere i en dal. Runt Tūtak Bon är det ganska glesbefolkat, med 45 invånare per kvadratkilometer. Närmaste större samhälle är Rostamābād, 3,3 km väster om Tūtak Bon. Trakten runt Tūtak Bon består till största delen av jordbruksmark.